# Heterodontus francisci
Lo squalo cornuto del Pacifico (Heterodontus francisci Girard, 1855) appartiene al genere Heterodontus, che è l'unico membro della famiglia Heterodontidae e dell'ordine Heterodontiformes.

## Descrizione

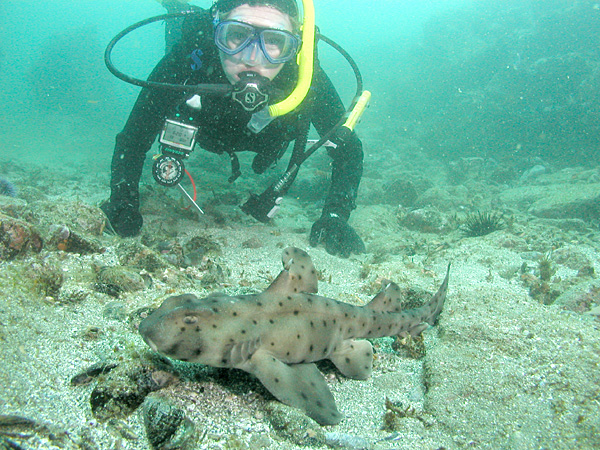
Un sommozzatore assieme ad un Heterodontus francisci presso l'Isola di Anacapa, in California.

Non supera i 122 cm di lunghezza e pesa in genere più di 10 kg. L'età massima registrata è di 12 anni.

## Biologia

### Comportamento
È uno squalo lento, notturno, generalmente gregario, si trova spesso vicino a fondali sabbiosi o rocciosi o letti algosi. Con le sue sviluppate e flessibili pinne pari riesce a "camminare" sul fondo. Durante il giorno giace immobile tra rocce e caverne, e spesso si riposa infilando la testa in un crepaccio. Gli adulti tendono a ritornare ogni giorno nello stesso punto a riposare.

### Alimentazione
Questi squali hanno la bocca piccola, in confronto alla testa che è piuttosto grande. I denti, larghi e piatti, che si trovano nella parte posteriore della bocca, sono in grado di triturare le prede (ricci di mare, granchi e probabilmente anche abaloni e pesci ossei).

### Riproduzione
Si tratta di una specie ovovivipara. L'accoppiamento avviene nel periodo compreso tra dicembre e gennaio; la femmina depone circa 30 uova con una marcata forma a spirale che favorisce la loro aderenza al substrato quando vengono deposte sotto le rocce o in caverne.

## Distribuzione e habitat
Vivono nell'Oceano Pacifico Orientale: in California dagli Stati Uniti fino al Golfo di California e probabilmente anche nelle acque di Ecuador e Perù.
Abitano a profondità comprese tra 2 e 150 metri, ma preferiscono non scendere sotto gli 11 metri.

## Interazioni con l'uomo
Sono poco pescati per la carne, mentre le spine delle loro pinne dorsali sono usate per la produzione di gioielleria.